# Rally de Yalta
El Rally de Yalta oficialmente Prime Yalta Rally es una prueba de rally que se celebra anualmente en la localidad de Yalta (Crimea) desde 2005 y ha sido puntuable para el Intercontinental Rally Challenge en dos ocasiones: 2011 y 2012.
La prueba se inició en 1986 formando parte del campeonato de la URSS y se celebró durante tres ediciones. Se recuperó en 2005 formando parte del campeonato de Ucrania de rally y al año siguiente entró en el calendario de la Copa de Europa de Rally zona este y se mantuvo así hasta 2010. En las primeras ediciones estuvo protagonizada por los pilotos locales que vencieron en las seis primeras carreras en especial Yuriy Protasov y Oleksandr Saliuk jr. ambos con dos victorias. En 2011 entró en el calendario del IRC por lo que los pilotos extranjeros dominaron la prueba. El ganador del rally fue el finés Juho Hänninen a bordo del Škoda Fabia S2000. En 2012 el ganador fue el turco Yagiz Avci con el Ford Fiesta S2000.

## Palmarés
| Año  | Edición                 | Piloto                 | Copiloto           | Automóvil                | Serie   |
| ---- | ----------------------- | ---------------------- | ------------------ | ------------------------ | ------- |
| 1986 | 1. Yalta Rally          | Ivars Čaune            | Andris Simkus      | Lada VAZ 2105 VFTS       |         |
| 1987 | 2. Yalta Rally          | Eugenijus Tumalevičius | Pranas Wideika     | Lada VAZ 2105 VFTS       |         |
| 1990 | 3. Yalta Rally          | Sergey Alyasov         | Alexander Levitan  | Lada Samara 21083        |         |
| 2005 | 5. Life Yalta Rally     | Yuriy Protasov         | Taras Chernukha    | Subaru Impreza STi N8    |         |
| 2006 | 6. Nemiroff Yalta Rally | Volodymyr Petrenko     | Dmytro Yarovenko   | Mitsubishi Lancer Evo IX | ERC Cup |
| 2007 | 7. Prime Yalta Rally    | Oleksandr Saliuk jr.   | Adrian Aftanaziv   | Mitsubishi Lancer Evo IX | ERC Cup |
| 2008 | 8. Prime Yalta Rally    | Yuriy Protasov         | Oleksandr Gorbik   | Mitsubishi Lancer Evo IX | ERC Cup |
| 2009 | 9. Prime Yalta Rally    | Oleksandr Saliuk jr.   | Adrian Aftanaziv   | Mitsubishi Lancer Evo IX | ERC Cup |
| 2010 | 10. Prime Yalta Rally   | Igor Chapovskyi        | Andriy Nikolaev    | Subaru Impreza STi N12   | ERC Cup |
| 2011 | 11. Prime Yalta Rally   | Juho Hänninen          | Mikko Markkula     | Škoda Fabia S2000        | IRC     |
| 2012 | 12. Prime Yalta Rally   | Yagiz Avci             | Bahadir Gücenmez   | Ford Fiesta S2000        | IRC     |
| 2013 | 13. Prime Yalta Rally   | Oleksandr Saliuk jr.   | Yevgen Chervonenko | Škoda Fabia S2000        | ERC Cup |